# Comarcas de Navarra

Mapa con la división actual de comarcas de Navarra, aprobada en 2019

La Comunidad Foral de Navarra está dividida en 12 comarcas (llamadas también en euskera eskualdeak), que son figuras jurídicas constituidas como divisiones administrativas de carácter local para prestar servicios locales de proximidad. Suceden a las antiguas divisiones del Reino de Navarra, que incluía una amplia variedad de figuras como la merindad o el almiradio. Actualmente, Navarra está dividida en 12 comarcas y 4 subcomarcas desde la Ley Foral 04/2019 aprobada por el gobierno foral de Uxue Barkos en 2019. No obstante, el proceso de disolución de las entidades anteriores y la creación de las nuevas quedó paralizada por el siguiente gobierno de María Chivite, de manera que hoy en día sigue inacabado, pese a que las comarcas existan oficialmente.
Según la clasificación actualmente vigente, el territorio navarro está dividido en 16 entidades: 12 comarcas y 4 subcomarcas. 

## Comarcas
La clasificación actual cuenta con 12 comarcas y 4 subcomarcas. Los nombres oficiales de las comarcas, definidos por ley, son bilingües, tanto en castellano como en euskera.
| Comarca              | Comarca               | Municipios | Población (2017) | Superficie (km²) | Densidad (habitantes/km²) | Cabecera de Comarca         |
| Nombre en castellano | Nombre en euskera     | Municipios | Población (2017) | Superficie (km²) | Densidad (habitantes/km²) | Cabecera de Comarca         |
| -------------------- | --------------------- | ---------- | ---------------- | ---------------- | ------------------------- | --------------------------- |
| Baztan-Bidasoa       | Baztan-Bidasoa        | 21         | 22 355           | 914,2            | 24,45                     | Elizondo (Valle de Baztán)  |
| Zona Media           | Erdialdea             | 19         | 26 069           | 947,23           | 27,52                     | Tafalla                     |
| Ribera               | Erribera              | 19         | 87 136           | 1357,07          | 64,21                     | Tudela                      |
| Ribera Alta          | Erriberagoiena        | 8          | 25 567           | 413,83           | 61,78                     | Peralta                     |
| Tierra Estella       | Estellerria           | 66         | 58 514           | 1773,12          | 33,00                     | Estella                     |
| Montejurra           | Montejurra            | 55         | 31 688           | 1238,23          | 25,59                     | Estella                     |
| Ribera Estellesa     | Estellerriko Erribera | 11         | 26 826           | 534,89           | 50,15                     | San Adrián                  |
| Pamplona             | Iruñerria             | 36         | 361 574          | 1025,57          | 352,56                    | Pamplona                    |
| Área Metropolitana   | Metropolialdea        | 16         | 348 137          | 337,51           | 1031,49                   | Pamplona                    |
| Valles               | Ibarrak               | 20         | 13 437           | 688,06           | 19,53                     | Zubiri (Valle de Esteribar) |
| Valdizarbe-Novenera  | Izarbeibar-Novenera   | 20         | 12 967           | 500,85           | 25,89                     | Puente la Reina             |
| Larraun-Leitzaldea   | Larraun-Leitzaldea    | 10         | 8 569            | 467,81           | 18,32                     | Leiza                       |
| Pirineo              | Pirinioak             | 30         | 5 204            | 1237,75          | 4,20                      | Linzoáin (Valle de Erro)    |
| Prepirineo           | Pirinioaurrea         | 12         | 5 539            | 479,57           | 11,55                     | Aoiz                        |
| Sakana               | Sakana                | 15         | 20 185           | 305,5            | 66,07                     | Alsasua                     |
| Sangüesa             | Zangozerria           | 16         | 9 555            | 664,2            | 14,39                     | Sangüesa                    |
| Total                | Total                 | 272        | 715 185          | 10086,7          | 63,77                     | -                           |

## Otras clasificaciones comarcales

Comarcas Geográficas de Navarra.

Además de las comarcas oficiales, el territorio navarro puede dividirse siguiendo otros criterios.

### Comarcas geográficas
La división comarcal de la Comunidad Foral de Navarra, de Alfredo Floristán Samanes y Salvador Mensua Fernández, sigue criterios relacionados con el relieve, el clima, la vegetación y a veces, la historia. Distingue dos zonas muy distintas: en el norte, La Montaña, oceánica y alpina, y en el sur La Ribera, mediterránea continental. Entre ambas la Navarra Media, zona de transición con caracteres mixtos de la Montaña y de la Ribera. Estas zonas son consideradas como regiones geográficas que a su vez se dividen en comarcas. Así la Montaña está formada por la Navarra Húmeda del Nordeste, los Valles Pirenaicos y las Cuencas Prepirenaicas; la Zona Media por la Navarra media Oriental o Tierra Estella y la Navarra Media Oriental; por último, Ribera, tierras del sur, próximas al Ebro, se dividen en Ribera Estellesa y Ribera Tudelana.
| Región     | Comarca                                                             |
| ---------- | ------------------------------------------------------------------- |
| Montaña    | Navarra Húmeda del Noroeste Valles Pirenaicos Cuencas Prepirenaicas |
| Zona Media | Navarra Media Occidental o Tierra Estella Navarra media Oriental    |
| Ribera     | Ribera Estellesa Ribera Tudelana                                    |
| [ 4 ]      |                                                                     |

#### Montaña
La Montaña situada en el norte de Navarra es una zona de lluvias abundantes, que disminuyen de norte a sur. En toda la zona dominan las altitudes superiores a los 600 metros. El curso alto del río Arga separa los valles pirenaicos de los valles vasco-cantábricos. Los ríos han excavado valles encajonados, con gargantas angostas.

##### Navarra Húmeda del Noroeste
Se subdivide en:
- Valles cantábricos: Cinco Villas, Urumea, Baztán, Bertizarana, Leizarán, Basaburua Menor, Santesteban y Araiz.
- Valles meridionales: Larraún, Basaburúa Mayor, Ulzama, Anué, Imoz, Atez y Odieta.
- Corredor del Araquil: entre las sierras de Urbasa y Aralar. Está formado por los valles de Araquil y Burunda y la Tierra de Aranaz.[3]

##### Valles Pirenaicos
Se dividen en:
- Centrales: Esteríbar, Erro, Aézcoa y Arce
- Orientales: Salazar, Roncal y el Almiradío de Navascués.[3]

##### Cuencas Prepirenaicas
Son dos:
- Cuenca de Pamplona llamada comúnmente "La Cuenca"[cita requerida].
- Cuenca de Lumbier-Aoiz.[3]

#### Zona Media
Está formada por somontanos, valles y piedemontes; está separada de la montaña por las sierras de Urbasa, Andía, el Perdón, Alaiz, Izco y Leyre. Tiene mayor altitud que la Ribera y está dividida en dos partes por el río Arga: La Occidental o Tierra Estella, y la Oriental.

##### Navarra Media Occidental o Tierra Estella
- Val de Mañeru
- Guesálaz
- Tierra Estella
- Las Amescoas
- La Solana
- El piedemonte sur de Montejurra
- Valdega
- Lana
- Alto Ega
- Somontano de Viana-Los Arcos
- La Berrueza
- Valle de Aguilar[3]

##### Navarra Media Oriental
- Valdizarbe
- el piedemonte Tafalla-Olite
- Tierra de Sangüesa
- Valdorba
- Valle de Aibar[3]

#### Ribera
Está situada en el sur de Navarra. El clima es Mediterráneo Continental, es árida y seca. su vegetación es pobre perenne y xerófila. El límite entre la zona Media y la Ribera es difícil de trazar. Su comienzo lo muestran la abundancia de rocas yesíferas, los amplios regadíos y los grandes pueblos. La Ribera se divide en dos partes.

##### Ribera Estellesa
Es la parte occidental, formada por:
- Bajo Ega
- Bajo Arga
- Ribera del Ebro[3]

##### Ribera Tudelana
Es la parte occidental, con Tudela como principal centro urbano. Se divide en:
- Bajo Aragón
- Ribera del Ebro
- Bajo Alhama
- Bajo Queiles[3]

### Zonificación de 2000
La Diputación Foral de Navarra encargó en la década de 1970 a la Universidad de Zaragoza el Estudio de Prospectiva Navarra 2000 como punto de partida del Plan de Ordenación de Navarra.
División de Navarra en Zonas, Subzonas y Áreas según la Zonificación "Navarra 2000".
Esta zonificación de carácter general fue definida en el estudio de prospectiva "Navarra 2000", y es reiteradamente utilizada e, incluso, aceptada formalmente por otras instituciones ajenas al Gobierno de Navarra (Ministerio de Agricultura, Pesca y Alimentación), pero que carece de una regulación adecuada que permita su utilización general con una nomenclatura homogénea. Esta zonificación no cuestiona ninguna de las existentes ni de las que los Departamentos puedan definir en el futuro.

Zonificación 2000.

| Zona                      | Subzona | Área |
| ------------------------- | --- | --- |
| 1. Noroeste               | 1. Baztán o Baztanaldea 2. Cinco Villas o Bortziriak 3. Alto Bidasoa o Malerreka 4. Barranca o Sakana 5. Norte de Aralar o Leitzaldea 6. Ultzamaldea | 01 Baztán 02 Cinco Villas 03 Bértiz-Arana-Alto Bidasoa 04 Basaburua Artea 05 Araquil 06 Burunda 07 Basaburua Barrena 08 Araiz 09 Larraún 10 Ulzama 11 Atez-Imoz 12 Oláibar-Ezcabarte 13 Basaburúa Mayor |
| 2. Pirineo                | 7. Aoiz o Agoitzaldea 8. Lumbier o Irunberrialdea 9. Auñamendi 10.Roncal-Salazar o Erronkari-Zaraitzu                                                | 14 Aoiz 15 Lumbier-Romanzado 16 Urraúl 17 Aézcoa sur 18 Aézcoa norte 19 Roncesvalles 20 Esteríbar 21 Valle de Arce 22 Navascués 23 Ochagavía 24 Roncal                                                  |
| 3. Pamplona               | 11. Cuenca de Pamplona o Iruñerria 12. Puente la Reina o Garesaldea                                                                                  | 25 Cuenca Centro 26 Cuenca Noroeste 27 Cuenca Sureste 28 Echauri-Olza 29 Egüés 30 Goñi-Ollo 31 Valdizarbe-Puente la Reina 32 Artazu-Guirguillano                                                        |
| 4. Tierra Estella         | 13. Estella Oriental o Lizarraldea 14. Estella Occidental o Vianaldea                                                                                | 33 Ega Alto 34 Yerri-Guesálaz 35 Solana 36 Allo-Oteiza 37 Améscoas 38 Los Arcos 39 Estella Centro 40 Lana-Zúñiga 41 Montejurra 42 Cirauqui-Mañeru 43 Codés 44 Viana 45 Aguilar Occidental 46 Lazagurría |
| 5. Navarra Media Oriental | 15. Sangüesa o Zangozerria 16. Tafalla o Tafallaldea                                                                                                 | 47 Valle de Aibar 48 Cáseda-Gallipienzo 49 Javier-Yesa 50 Liédena-Sangüesa 51 Petilla de Aragón 52 Artajona-Tafalla 53 Valdorba 54 Olite 55 San Martín - Ujué 56 Arga Medio                             |
| 6. Ribera Alta            | 17. Ribera del Alto Ebro 18. Ribera Arga-Aragón | 57 Ebro Medio 58 Ebro Alto 59 Lerín-Sesma 60 Aragón Medio 61 Aragón-Arga 62 Bajo Aragón |
| 7. Tudela                 | 19. Tudela | 63 Río Queiles 64 Arguedas-Castejón-Valtierra 65 Buñuel-Cortes-Ribaforada 66 Cabanillas-Fustiñana 67 Tudela-Fontellas 68 Río Alhama                                                                     |
| [ 3 ] [ 6 ]               | | |

### Comarcas agrarias

Comarcas Agrarias.

La zonificación está condicionada fundamentalmente por la actividad económica.
- 1. Zona Noroeste: el uso del suelo predominante es ganadero, con prados naturales y ganadería estabulada.
- 2. Pirineo: el uso del suelo es ganadero y forestal.
- 3. Pamplona: predomina el cultivo cerealista, salpicado por parcelas aisladas de viñedo.
- 4. Tierra Estella: en las sierras predomina el uso forestal y ganadero, con grandes superficies de pasto. En el resto domina el cultivo de cereal, con viñedos y olivares.
- 5. Navarra Media Oriental: las tierras cultivadas se dedican al cereal, y en menor medida a la viña. el regadío se sitúa en las vegas de los ríos con cultivos de maíz, alfalfa y hortícolas.
- 6. Ribera Alta: el 70% de la superficie está cultivada: el secano se dedica al cereal y al viñedo y en la vega de los ríos se cultiva maíz, girasol y alfalfa y productos hortícolas.
- 7. Tudela: destaca la importancia económica del regadío, donde se cultivan varios productos (tomate, pimiento alcachofa etc), frutales de hueso y pepita y grandes extensiones de maíz. en el secano se cultiva el cereal, la vid el olivo y el espárrago, y en áreas reducidas el almendro.[3]